# Abai (Keles)
Abai (kasachisch und russisch Абай) ist ein Ort im Süden Kasachstans.

## Geografie
Abai liegt im Süden Kasachstans im Gebiet Türkistan etwa sechs Kilometer Luftlinie von der kasachisch-usbekischen Grenze entfernt. Der Ort befindet sich etwa 25 Kilometer westlich der usbekischen Hauptstadt Taschkent und rund 100 Kilometer südlich von Schymkent. Durch Abai fließt der Keles.

## Geschichte
Der Ort wurde im 19. Jahrhundert als Ischanbasar (Ишанбазар) gegründet. 1934 wurde er in Abai–basar (Абай–базар) umbenannt. Seit dem 28. August 1961 trägt der Ort den Namen Abai, benannt nach dem kasachischen Schriftsteller Abai Qunanbajuly.

## Bevölkerung
Bei der Volkszählung 1999 hatte Abai 15.454 Einwohner. Die Volkszählung 2009 ergab für den Ort eine Einwohnerzahl von 17.700. Bei der letzten Volkszählung 2021 lebten 23.510 Menschen in Abai. Die Fortschreibung der Bevölkerungszahl ergab zum 1. Januar 2025 eine Einwohnerzahl von 23.872.
| Einwohnerentwicklung               | Einwohnerentwicklung | Einwohnerentwicklung | Einwohnerentwicklung | Einwohnerentwicklung | Einwohnerentwicklung |
| 1959                               | 1970                 | 1979                 | 1999                 | 2009                 | 2021                 |
| ---------------------------------- | -------------------- | -------------------- | -------------------- | -------------------- | -------------------- |
| 2.930                              | 5.295                | 9.320                | 15.454               | 17.700               | 23.510               |
| Anmerkung: Volkszählungsergebnisse |                      |                      |                      |                      |                      |

## Verkehr
Durch Abai verläuft die kasachische Fernstraße A15, die beim Grenzort Schibek Scholy von der A2 abzweigt und entlang der Grenze bis in den äußersten Süden Kasachstans führt. In nördlicher Richtung gelangt man von Abai aus nach Saryaghasch und in südlicher Richtung führt sie über Atakent nach Schetissai.

## Söhne und Töchter des Ortes
- Darchan Satybaldy (* 1974), Politiker
- Bolat Schylqyschijew (* 1957), Politiker